# Sirakovo (distrikt i Bulgarien, Chaskovo)
Sirakovo (bulgariska: Сираково) är ett distrikt i Bulgarien.   Det ligger i kommunen Obsjtina Mineralni Bani och regionen Chaskovo, i den centrala delen av landet, 190 km sydost om huvudstaden Sofia.
Trakten runt Sirakovo består till största delen av jordbruksmark. Runt Sirakovo är det ganska tätbefolkat, med 116 invånare per kvadratkilometer.